# Rynnica olszowa
Rynnica olszowa, rynnica olchowa (Plagiosterna aenea) – gatunek chrząszcza z rodziny stonkowatych i podrodziny Chrysomelinae.
Chrząszcz o ciele długości od 6,5 do 8,5 mm, z wierzchu błyszczącym, ubarwionym zielono, niebiesko lub czerwono-złoto. Przedplecze jest u nasady wyraźnie węższe od pokryw, a jego boczne brzegi są płaskie, niezgrubiałe wałeczkowato i nie są odgraniczone od pozostałej jego wierzchniej strony. Brzegi boczne pokryw są wałeczkowato pogrubione, a u wierzchołków, w kątach przyszwowych opatrzone wgłębieniem. Boczne krawędzie pokryw są z tyłu nieorzęsione, a ich epipleury z tyłu silnie zwężone. Samca charakteryzuje prącie o lekko podgiętym szczycie i podłużnie, krótko naciętej środkowej części przedniego brzegu płytki grzbietowej.
Larwy ciemno ubarwione i gęsto pokryte czarnymi włoskami, odżywiają się liśćmi olchy a ponieważ są mało ruchliwe, miejscami powodują gołożery.
Gatunek palearktyczny. W Europie stwierdzony został m.in. we Francji, Belgii, Holandii, Niemczech, Szwajcarii, Liechtensteinie, Austrii, Włoszech, Danii, Szwecji, Norwegii, Finlandii, Łotwie, Polsce, Czechach, Węgrzech, Bośni i Hercegowinie, Serbii, Bułgarii i Rosji. Dalej na wschód sięga przez Syberię, Mongolię i północne Chiny po Koreę i Japonię.